# 陳山毓
陳山毓（1584年—1621年），字贲闻，浙江承宣佈政使司嘉善縣人。明朝诗人、藏书家。萬曆戊午解元。

## 生平
明神宗萬曆四十六年（1618年），中式戊午科浙江鄉試第一名舉人（解元）。卒年三十八，私谥靖质先生。

## 著作
善詩賦，有《靖质居士集》6卷、《赋略》50卷、《外编》15卷。

## 家族
父陈于王，弟陈龙正。有子陈临、陈舒、陈皋、陈庞。